# Wijken en buurten in Reimerswaal
De Nederlandse gemeente Reimerswaal is voor statistische doeleinden onderverdeeld in wijken en buurten. De gemeente is verdeeld in de volgende statistische wijken:
- Wijk 00 Yerseke (CBS-wijkcode:070300)
- Wijk 01 Kruiningen (CBS-wijkcode:070301)
- Wijk 02 Krabbendijke (CBS-wijkcode:070302)
- Wijk 03 Waarde (CBS-wijkcode:070303)
- Wijk 04 Rilland-Bath (CBS-wijkcode:070304)

Een statistische wijk kan bestaan uit meerdere buurten. Onderstaande tabel geeft de buurtindeling met kentallen volgens het Centraal Bureau voor de Statistiek (2008):
| CBS-buurtcode | Buurtnaam                                           | Inwonertal | Opp. totaal (ha) | Opp. land (ha) | Ligging                |
| ------------- | --------------------------------------------------- | ---------- | ---------------- | -------------- | ---------------------- |
| BU07030000    | Yerseke                                             | 6380       | 428              | 420            | Locatie in de gemeente |
| BU07030009    | Verspreide huizen Yerseke                           | 140        | 822              | 795            | Locatie in de gemeente |
| BU07030100    | Kruiningen                                          | 3480       | 87               | 87             | Locatie in de gemeente |
| BU07030101    | Hansweert                                           | 1660       | 198              | 146            | Locatie in de gemeente |
| BU07030109    | Verspreide huizen Kruiningen                        | 510        | 1755             | 1716           | Locatie in de gemeente |
| BU07030200    | Krabbendijke                                        | 4200       | 148              | 148            | Locatie in de gemeente |
| BU07030201    | Oostdijk                                            | 460        | 18               | 18             | Locatie in de gemeente |
| BU07030208    | Verspreide huizen Oostdijk                          | 40         | 283              | 283            | Locatie in de gemeente |
| BU07030209    | Verspreide huizen Krabbendijke                      | 220        | 1124             | 1122           | Locatie in de gemeente |
| BU07030300    | Waarde                                              | 930        | 33               | 33             | Locatie in de gemeente |
| BU07030309    | Verspreide huizen Waarde                            | 250        | 653              | 651            | Locatie in de gemeente |
| BU07030400    | Rilland                                             | 2390       | 67               | 67             | Locatie in de gemeente |
| BU07030401    | Stationsbuurt                                       | 170        | 25               | 25             | Locatie in de gemeente |
| BU07030402    | Bath                                                | 80         | 7                | 6              | Locatie in de gemeente |
| BU07030408    | Verspreide huizen ten westen van Schelde-Rijnkanaal | 290        | 3433             | 3131           | Locatie in de gemeente |
| BU07030409    | Verspreide huizen ten oosten van Schelde-Rijnkanaal | 80         | 2262             | 1548           | Locatie in de gemeente |